# Watneys Scotch Ale
Watneys Scotch Ale is een Belgisch bier. Het wordt gebrouwen door Brouwerijen Alken-Maes, onderdeel van Heineken, te Alken.

## Achtergrond
Oorspronkelijk werd Watneys Scotch gebrouwen door Brouwerij Union te Jumet. In 1978 werd deze brouwerij overgenomen door Alken-Maes en in 2007 werd ze gesloten. De productie werd dan overgebracht naar Alken.

## Het bier
Watneys Scotch Ale is een donkerbruine Scotch ale, een van oorsprong Schotse biersoort van hoge gisting die sinds de Eerste Wereldoorlog ook in België wordt gebrouwen en in Schotland inmiddels vrijwel onbekend is. Het bier heeft een alcoholpercentage van 8%.